# Dexiinae
Sous-famille
Les Dexiinae sont une sous-famille d'insectes diptères du sous-ordre des Brachycera (les Brachycera sont des mouches muscoïdes aux antennes courtes), de la famille des Tachinidae.

## Genres rencontrés en Europe
- Athrycia
- Billaea
- Blepharomyia
- Campylocheta
- Chaetovoria
- Chetoptilia
- Cyrtophleba
- Dexia
- Dinera
- Dufouria
- Engeddia
- Eriothrix
- Estheria
- Eugymnopeza
- Freraea
- Halidaya
- Hyleorus
- Hypovoria
- Kirbya
- Klugia
- Microsoma
- Pandelleia
- Periscepsia
- Peteina
- Petinarctia
- Phenicellia
- Phyllomya
- Plagiomima
- Prosena
- Ramonda
- Rhamphina
- Rondania
- Stomina
- Thelaira Robineau-Desvoidy, 1830
- Trafoia
- Trixa
- Trixiceps
- Uclesia
- Villanovia
- Voria
- Wagneria
- Zeuxia